# 血小板 (工作细胞)
血小板（日语：／ Kesshōban）是日本漫畫《工作细胞》及其衍生作品中登场的若干角色，是人体血小板的萌擬人化。
血小板的角色歌曲是，由長繩麻理亞和井上喜久子演唱。

## 外观

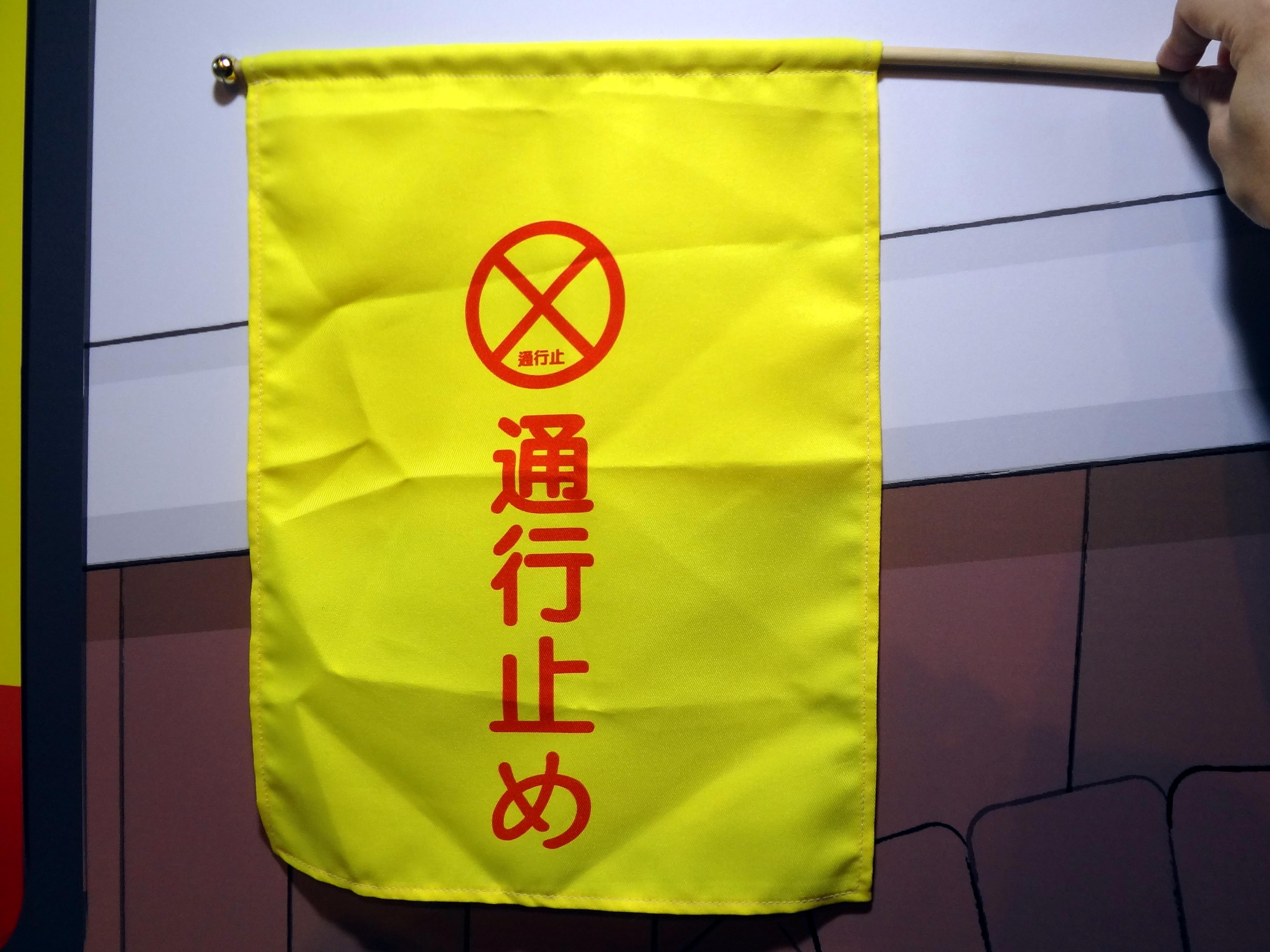
血小板使用的「禁止通行」黃旗

血小板外形为体型娇小的孩子，头戴写有“血小板”三字的白色鸭舌帽，身穿浅蓝色短袖，下身着米色短裤，并搭配皮靴。其能力是止血。血小板在故事中的主要工作是以纖維蛋白編織凝血塊以止血；若傷口過大，會強行將附近的血細胞粘上纖維蛋白形成二次血栓，以加速止血。
血小板在角色设定上使用了萌拟人化手法，细胞功能与真实世界的血小板类似，身材比其他细胞娇小。

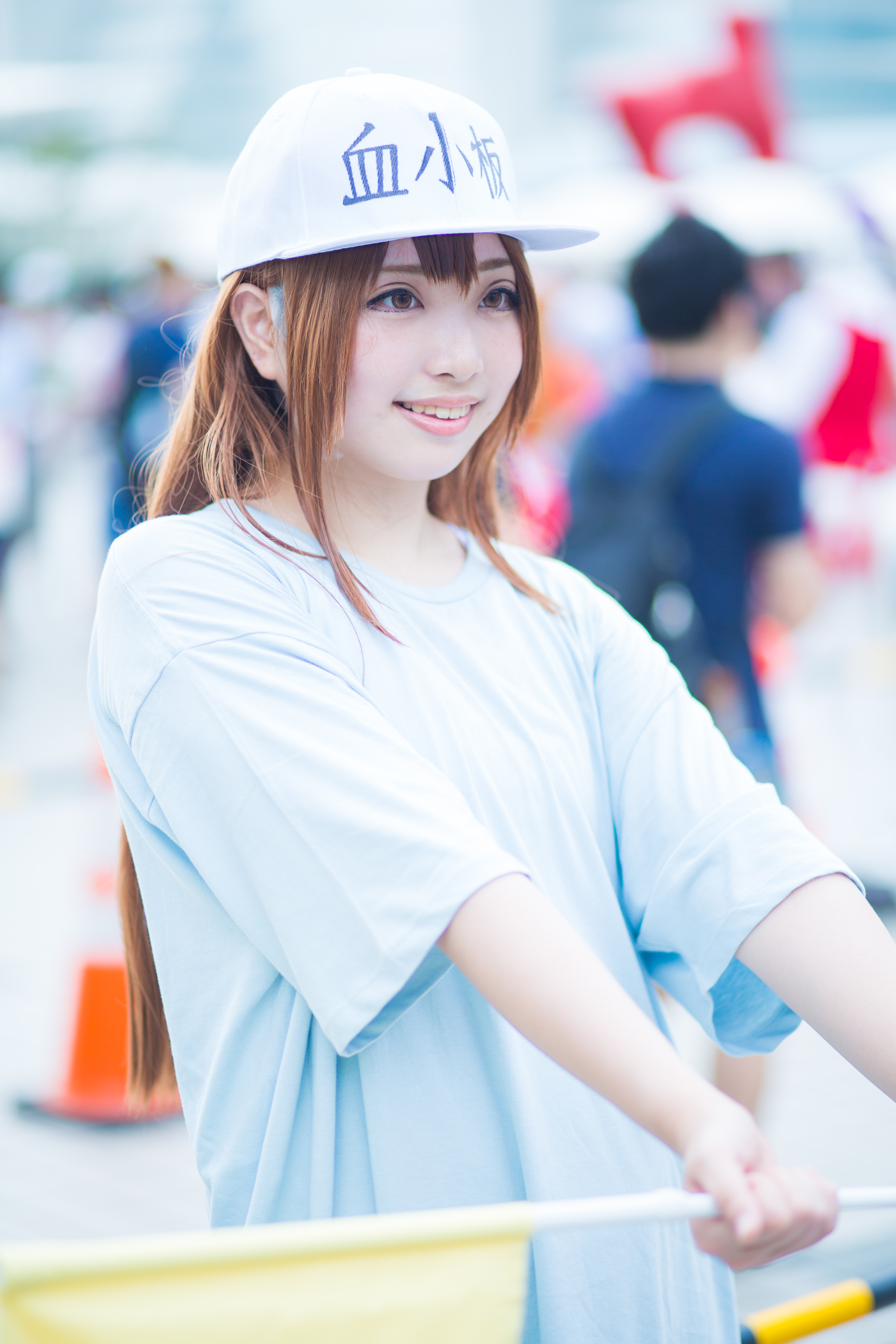
血小板的Cosplay

## 反响
《工作細胞》动画播出之后，许多人认为血小板的模样十分讨喜，新浪游戏亦评论称该动画的播放量主要靠的就是血小板的人气。江西卫视節目《杂志天下》也介紹了血小板。血小板催生了大量的迷因，甚至有人开玩笑要割腕去看看自己身体内的血小板。多人線上虛擬實境遊戲《VRChat》玩家製作出血小板表演《放克名流》的歌曲舞步，成為熱門的趣味影片。2018年7月底在台北市爭艷館举办的第32屆開拓動漫祭（FF32）中，11名孩童扮演成动漫中血小板的模样，引来许多参展者的注意，甚至经过推特传到了日本，在日本却出现了“性犯罪娱乐化”的评论并引起争议。在日本网站Charapedia举办的2018年度“最具魅力动画角色”投票中，血小板取得了第一名。
《工作細胞》動畫开播不久，百度贴吧“血小板吧”遭人攻击：孙笑川的“狗粉丝”伪装成二次元爱好者，发帖称要让二次元占领该吧，并咒骂该吧原有的吧友群体。网络播放平台Bilibili判定此事经人策划，并于7月24日宣布启动法律程序来追究责任；百度贴吧也于是日晚些时候回应，将对此“严惩不贷”。25日上午，攻击内容已被清除。8月30日，Bilibili公告称此事系有人“反串黑”，是严重的网络暴力事件，其团队已永久查封相关账号，并向其他平台递交律师函以追查事件的策划者。

## 舞台剧
《工作细胞》改編為舞台剧，三位女童星岸田結光、木内彩音、森田惠飾演血小板。